# Nässjö
Nässjö este un oraș în Suedia.

## Demografie
| \| Evoluția demografică a zonei urbane Nässjö, 1970–2015 \| Evoluția demografică a zonei urbane Nässjö, 1970–2015 \| Evoluția demografică a zonei urbane Nässjö, 1970–2015 \| Evoluția demografică a zonei urbane Nässjö, 1970–2015 \| Evoluția demografică a zonei urbane Nässjö, 1970–2015 \| \| --------------------------------------------------------------------------------------- \| ----------------------------------------------------- \| ----------------------------------------------------- \| ----------------------------------------------------- \| ----------------------------------------------------- \| \| An \| \| \| Locuitori \| \| \| 1970 \| 1970 \| \| 19.434 \| 19.434 \| \| 1975 \| 1975 \| \| 18.634 \| 18.634 \| \| 1980 \| 1980 \| \| 17.435 \| 17.435 \| \| 1990 \| 1990 \| \| 16.945 \| 16.945 \| \| 1995 \| 1995 \| \| 16.901 \| 16.901 \| \| 2000 \| 2000 \| \| 16.428 \| 16.428 \| \| 2005 \| 2005 \| \| 16.463 \| 16.463 \| \| 2010 \| 2010 \| \| 16.678 \| 16.678 \| \| 2015 \| 2015 \| \| 17.719 \| 17.719 \| \| Sursa: SCB - Statistika Centralbyrån, Folkmängden per tätort. Vart femte år 1960 - 2016 \| \| \| \| \| |      |  |           |        |
| Evoluția demografică a zonei urbane Nässjö, 1970–2015 |      |  |           |        |
| An |      |  | Locuitori |        |
| 1970 | 1970 |  | 19.434    | 19.434 |
| 1975 | 1975 |  | 18.634    | 18.634 |
| 1980 | 1980 |  | 17.435    | 17.435 |
| 1990 | 1990 |  | 16.945    | 16.945 |
| 1995 | 1995 |  | 16.901    | 16.901 |
| 2000 | 2000 |  | 16.428    | 16.428 |
| 2005 | 2005 |  | 16.463    | 16.463 |
| 2010 | 2010 |  | 16.678    | 16.678 |
| 2015 | 2015 |  | 17.719    | 17.719 |
| Sursa: SCB - Statistika Centralbyrån, Folkmängden per tätort. Vart femte år 1960 - 2016 |      |  |           |        |